# Kristin Herrera
Kristin Lisa Herrera (Los Ángeles, California; 21 de febrero de 1989) es una actriz estadounidense. Es conocida por coprotagonizar la primera temporada de la serie de Nickelodeon Zoey 101, en el papel de Dana Cruz y como Lourdes Del Torro en General Hospital.

## Biografía
Tiene ascendencia mexicana y puertorriqueña. Kristin es la menor de tres hermanos, sus hermanos mayores se llaman Justin y Ryan, y tiene un sobrino llamado Cole.
Es atlética y disfruta de los deportes. Sus deportes favoritos son el baloncesto y el Snowboarding ella también está interesada en el Surfing. Su página web oficial muestra fotos de desde tradiciones familiares de Kristin hasta sus apariciones en la alfombra roja.
Kristin es una buena amiga de Brenda Song. En 2002 su hermano mayor murió y Brenda sufrió un breve accidente en el que casi muere.

## Carrera
Kristin tiene una larga lista de créditos de actuaciones. Ha estado actuando en comerciales desde que tenía seis. Su primer papel de televisión fue en un comercial de servicios de telefonía.
Kristin ha aparecido en series como ER en el episodio titulado The Student, como Frederika Meehan, en NYPD Blue en un episodio titulado Oh Golly Goth como Elena Rodríguez, en 7th Heaven en el episodio Letting Go como Katie, en The Division en un episodio del 2002 llamado Remembrance como Aimee Varga.
En mayo del 2007 se estrenó la película Freedom Writers donde Kristin actuó como Gloria junto con Hilary Swank, Patrick Dempsey, Scott Glenn, Imelda Staunton, entre otros.
Herrera ha estado actuando en comerciales desde que tenía seis años. Su papel era el primer televisor en un comercial de servicio telefónico. Otros papeles incluyen Eleena en NYPD Blue, Aimee Varga en la División, Sophie en El Show de Bernie Mac, Katie en 7th Heaven y Federica en ER.
Herrera ha tomado un hiato de actuar, afirmando que le gustaría seguir en el futuro. Su papel actuación pasada fue en la telenovela General Hospital en 2008.

### Zoey 101
Uno de sus Roles más importantes fue el de Dana Cruz uno de los papeles principales en el show de tv de Nickelodeon, Zoey 101, Kristin permaneció en esta serie en la primera temporada casi completa; actuó junto a Jamie Lynn Spears, Erin Sanders y Sean Flynn.
Su última aparición en la serie fue en Little Beach Party, el último episodio de la primera temporada. Kristin salió del show con 17 años, la mayor de las tres protagonistas, y no actuó en el resto del Show (aunque es una de las protagonistas principales, solo apareció en la primera temporada). Su personaje, Dana, se muda a Europa para justificar la salida de Kristin.
Salió de Zoey 101 porque los productores creían que se veía mucho mayor en comparación al resto del elenco, aunque otras fuentes indican que el motivo de por qué se fue, ha sido de que los demás personajes se quejaron de ella, ya que era muy envidiosa.

## Filmografía
| Televisión  | Televisión          | Televisión        | Televisión    |
| Año         | Programa            | Rol               | Notas         |
| ----------- | ------------------- | ----------------- | ------------- |
| 2000 — 2008 | General Hospital    | Lourdes Del Torro | 15 episodios  |
| 2001        | NYPD Blue           | Elena Rodriguez   | 1 episodio    |
| 2002        | 7th Heaven          | Katie             | 1 episodio    |
| 2002        | The Division        | Aimee Vargai      | 1 episodio    |
| 2002        | The Bernie Mac Show | Sophia            | 1 episodio    |
| 2004        | ER                  | Frederika Meehan  | 1 episodio    |
| 2005        | Zoey 101            | Dana Cruz         | 13 episodios  |
| 2006        | Without a Trace     | Rose Martinez     | 1 episodio    |
| 2020        | All That            | Ella misma        | 1 episodio    |
| Películas   |                     |                   |               |
| Año         | Programa            | Rol               | Notas         |
| 2007        | Freedom Writers     | Gloria            | Papel reparto |
| 2007        | Resurrection Mary   | Karen             | Protagonista  |

## Premios y nominaciones
| Año  | Nominación          | Categoría                                                   | Trabajo  | Resultado |
| ---- | ------------------- | ----------------------------------------------------------- | -------- | --------- |
| 2006 | Young Artist Awards | Mejor Interpretación Coral Joven en una Serie de Televisión | Zoey 101 | Ganadora  |